# Nidia Vílchez
Nidia Ruth Vílchez Yucra, née le 12 mai 1964 à Huancayo, est une comptable publique et femme politique péruvienne. Membre active du Parti Aprista péruvien, elle a représenté le département de Junín au Congrès péruvien de 2006 à 2011. Pendant la deuxième mandat d'Alan García, elle a occupé le poste de ministre du Logement, de la Construction et de l'Assainissement puis ministre de la Femme et du Développement Social.
Dans son dernier portefeuille, elle a défendu plusieurs réformes structurelles sur le plan social, améliorant les conditions sociétales de la classe à faible revenu, étant crédité d'avoir contribué à la réduction de la pauvreté de 48% à 28% de 2006 à 2011. Elle n'a pas réussi à se réélire au Congrès en 2011, 2016 et 2020, et a perdu l'élection de gouverneur de 2014 à Junín, se classant deuxième.

## Jeunesse et formation
Nidia Vílchez est née le 12 mai 1964 à Huancayo, au centre du Pérou. Elle a terminé ses études secondaires à l'école de la famille sacrée de Tarma et à l'école andine de Huancayo. Après avoir obtenu son diplôme, elle s'est inscrite au Parti Aprista péruvien, puis s'est inscrite à l'Université nationale du Centre du Pérou en 1983 pour étudier la comptabilité publique. Dans sa quatrième année, elle a été transférée à l'Université nationale Federico Villarreal de Lima, obtenant une licence en comptabilité publique en 1990.

## Carrière

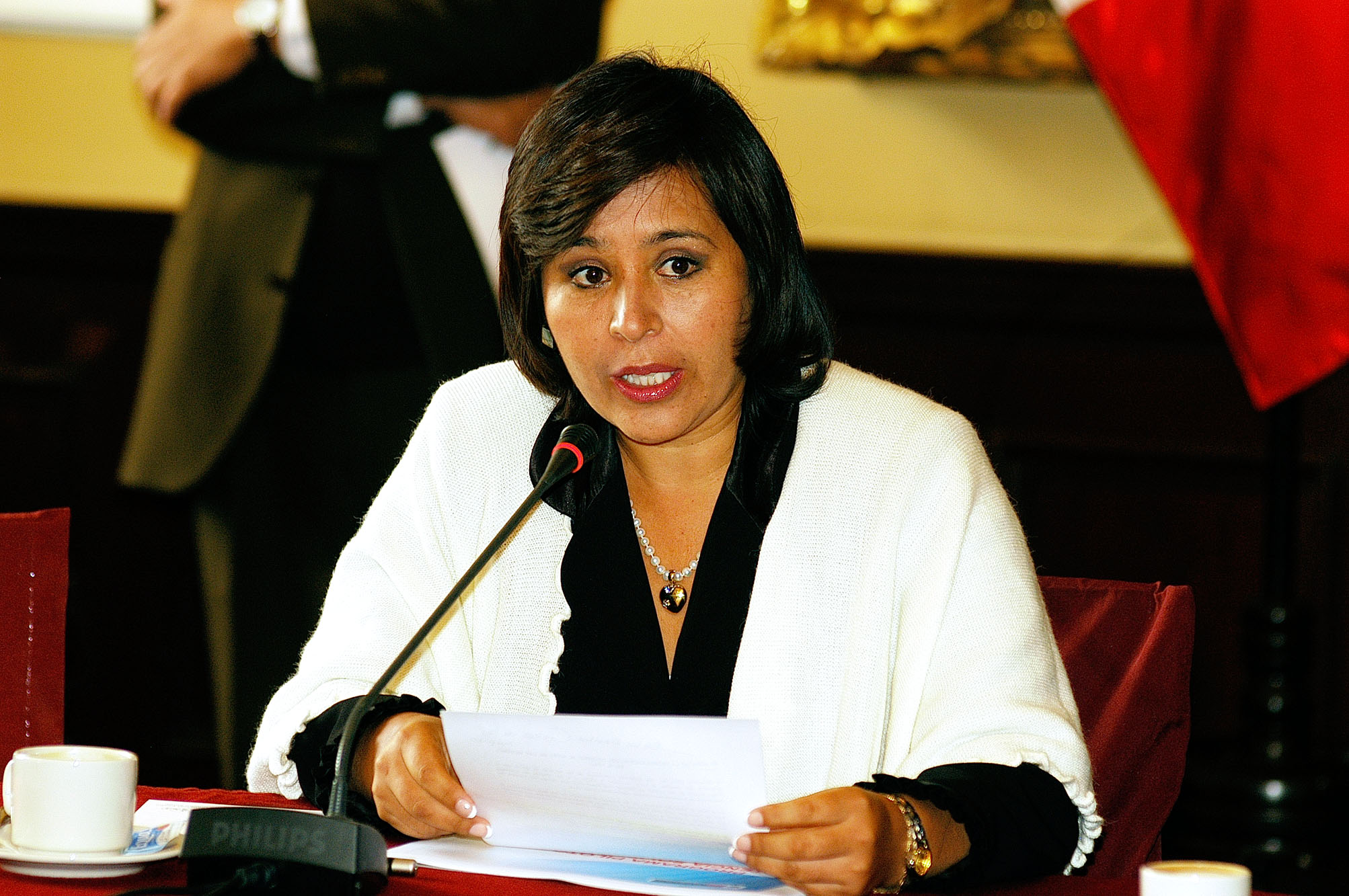
Nidia Vílchez lors d'une conférence de presse au Congrès en 2007.

Après avoir obtenu son diplôme de l'université Villarreal, Vílchez s'est présenté à l'Assemblée régionale de la nouvelle région d'Andrés Avelino Cáceres. Elle a été élue représentant Huancayo sous le Parti Aprista péruvien. Son mandat sera interrompu par l'auto-coup d'État du président Alberto Fujimori, qui suspend les gouvernements régionaux avec leurs assemblées respectives.
De 1992 à 1998, Vílchez s'est tournée vers le secteur privé en tant que consultante en administration publique pour le bureau de la Fondation Friedrich Ebert au Pérou. Elle a également été directrice générale de Progestion Consultores, de 1994 à 2000.
De 1997 à 2001, elle a été nommée au ministère de l'Économie et des Finances en tant que consultante privée.
En 2001, elle a été recrutée dans la magistrature en tant que directrice adjointe de la logistique au bureau du directeur général. Elle se rendrait à Ayacucho pour occuper les fonctions de directrice de la gestion et du budget dans l'administration régionale d'Omar Quesada.
Aux élections générales de 2006, elle a été élue au Congrès péruvien représentant sa province natale, Junín, sous le Parti Aprista péruvien. Au cours de son mandat parlementaire, elle a été présidente de la commission agraire, vice-présidente de l'économie, des banques et des renseignements financiers et vice-présidente de la commission budgétaire.
En novembre 2008, elle a été nommée ministre du Logement, de la Construction et de l'Assainissement, succédant à son collègue Enrique Cornejo. Elle est devenue la première femme à occuper ce poste. Durant son bref mandat, une grande impulsion a été donnée à la construction de logements d'intérêt social, à l'attribution de titres de propriétés urbaines et rurales ; la réalisation du programme « Eau pour tous » et des projets « Amélioration des quartiers et villages » ; le programme « Mon lot » et la prime au logement rural ont été approuvés, et l'ombudsman des utilisateurs à domicile est créé. Elle a rejoint le conseil d'administration de PROINVERSIÓN en sa qualité de ministre.
En juin 2009, elle a été nommée ministre de la Femme et du Développement social à la suite de la démission de Carmen Vildoso. Au cours de son mandat, elle a pris l'initiative de promouvoir des politiques publiques qui améliorent l'égalité des chances et la famille,. Au cours de sa gestion, le programme « Gratitude » a été créé, destiné aux plus de 75 ans, et la livraison gratuite de 5 millions de documents d'identité - DNI, aux enfants de moins de 14 ans en accord avec le Registre National d'Identité et Civile Statut (RENIEC). elle a été chargée de développement du peuple afro-péruvienne. Elle a démissionné en septembre 2010 afin de se présenter aux élections législatives de 2011, mais elle n'a pas été réélue.
En 2014, elle a participé aux élections pour le poste de gouverneur de Junín, mais se classant deuxième. Aux élections générales de 2016, elle s'est présentée avec la liste du Congrès de l'Alliance populaire pour Junín. Bien qu'elle ait obtenu un nombre élevé de voix, le parti n'a atteint que 5 sièges au niveau national sans qu'elle été élu.
Aux élections législatives anticipées de 2020, Vílchez s'est présentée pour la quatrième fois à un siège au Congrès, mais a transféré sa circonscription à Lima. Lors de la publication des premières résultats, le Parti apriste péruvien n'a pas réussi à franchir le seuil électoral pour la représentation au Congrès, bien qu'elle ait obtenu un nombre élevé de voix individuellement, à la traîne derrière Mauricio Mulder.
Vílchez reste actif au sein du comité exécutif du Parti Aprista péruvien en tant qu'ancien ministre de la deuxième présidence d' Alan García.